# Karin Slaughter
Karin Slaughter (ur. 6 stycznia 1971 w stanie Georgia) – amerykańska pisarka, autorka powieści kryminalnych i thrillerów.
Debiutowała w 2001 roku powieścią Zaślepienie, która została nominowana do Nagrody Sztyletu przyznawanej przez międzynarodowe Stowarzyszenie Pisarzy Literatury Kryminalnej za najlepszy debiut. Kolejne powieści stały się międzynarodowymi bestsellerami. Jej książki, których akcja rozgrywa się na amerykańskim Południu, charakteryzuje bardzo ostro zarysowane tło obyczajowe, naturalistyczny język i duża dawka przemocy. Tłumaczone na kilkadziesiąt języków, do tej pory ukazały się w sumie w blisko 20 milionach egzemplarzy na całym świecie.

## Twórczość

### Hrabstwo Grant
- Zaślepienie, Zysk i S-ka, 2003 (Blindsighted, 2001)
- Płytkie nacięcie, Zysk i S-ka, 2004 (Kisscut, 2002)
- Zimny strach, 2005, wyd. Zysk i S-ka (A Faint Cold Fear, 2003)
- Fatum, Świat Książki, 2005 (Indelible, 2004)
- Niewierny, Rebis, 2007 (Faithless, 2005)
- Przywilej skóry, Rebis, 2008 (Skin Privilege,  Beyond Reach, 2007)

### Will Trent
- Tryptyk, Rebis 2009 (Triptych, 2006)
- Pęknięcie, Rebis, 2009 (Fractured, 2008)

- Geneza, Rebis, 2010 (Undone/Genesis, 2009)
- Piętno, Rebis 2011 (Broken, 2010)
- Upadek, 2011 (Fallen, 2011)
- Snatched (2012)
- Zbrodniarz, Buchmann 2013 (Criminal, 2012)
- Busted (2012)
- Niewidzialny, Muza 2016 (Unseen, 2013)
- Ofiara (2016)
- Ostatnia wdowa, HarperCollins 2019 (The last widow, 2019)
- Milcząca żona,  HarperCollins 2020 (The silent wife, 2020)

### Inne
- Like A Charm – antologia opowiadań kryminalnych
- Moje śliczne, HarperCollins Polska, 2015 (Pretty Girls)
- Ostatnie tchnienie, HarperCollins Polska, 2017 (Last Breath)